# 小中野バスセンター
小中野バスセンター（こなかのバスセンター）はかつて存在し、青森県八戸市小中野二丁目にあった南部バスのバス停留所・発着所である。
以前は郊外線や高速バスの発着所となっていたが、のちに八戸ラピアバスターミナル発着となったため、バス待機所となった。その後、土地と建物は売却されて停留所のみが残り、全便が路上停留所停車となっていたが、残っていた路線も2008年4月1日のダイヤ改正をもって八戸ラピアバスターミナルに載せ替えられたため、同日をもって前停留所である「小中野駅通り」バス停と共に、停留所自体が廃止された。

## 停留所廃止時点までの乗り入れ路線
- 緑町経由八戸市中心街方面（十一日町）行き
  - 二ツ家線（新荒町経由）
  - 八戸駅線
  - 西高校線
- 二ツ家線（千葉高校通り経由）

## 沿革
- 1974年0000月日 - 小中野町玄中寺にあった類家バスセンターを移転し開設。
- 2001年08月01日 - 高速バス発着所が八戸ラピアバスターミナルに変更となる。
- 2002年12月01日 - 一般路線バスの大部分（主に郡部路線<ただし軽米線や階上循環線（松館先回り）以外>）の発着地が八戸ラピアバスターミナルに変更となる（ただし、残る八戸駅線の一部便・大野線などはそれ以降も小中野バスセンター発着となる）。
- 2004年10月16日 - ラピア～小中野バスセンター線運行開始（ラピア～小中野駅通～小中野バスセンター[1]/小中野バスセンター～栄町～ラピア）。100円の均一運賃で運航された。
- 2005年04月01日 - 窓口・待合室閉鎖。
- 2005年10月30日 - 正式に閉鎖。
- 2005年10月31日 - 停留所移動。道路上の八戸市営バス「小中野2丁目」と同位置になる。
- 2006年04月01日 - ラピア～小中野バスセンター線を廃止。
- 2008年01月01日 - 大野線の発着地が八戸ラピアバスターミナルに変更されるとともに、中心街の運行ルートも変更されたため、停車しなくなる。
- 2008年04月01日 - 同日のダイヤ改正による路線再編に伴い、停留所廃止。
- 2008年04月02日 - 停留場撤去。

## 周辺
- 東日本旅客鉄道（JR東日本）八戸線小中野駅